# Blendenreihe (Optik)
Blendenreihe ist ein Begriff aus der Fotografie und der Optik. Er bezeichnet die Gesamtheit aller möglichen Blendeneinstellungen eines Objektivs, sortiert von der größten zur kleinsten Blendenöffnung.

## Blendenzahl
Bei den Blendenzahlen handelt es sich um relative Werte, die sich mittels Division der Brennweite f durch den Durchmesser der Eintrittspupille (Öffnungsweite) ergeben. Die vollständige Schreibweise der geometrischen Blendenzahl (BZ) lautete dementsprechend f/(BZ); „f/4“ entspricht der bei Kameraobjektiven angegebenen Blendenzahl 4. 
Der Wert bei voll geöffneter Blende wird als Lichtstärke bezeichnet. Ein Objektiv mit Blendenzahl 2 hat bei 50 mm Brennweite eine effektive Öffnungsweite von 25 mm, die Eintrittspupille eines 135-mm-Teleobjektivs hat bei gleicher Blendenzahl demzufolge eine effektive Öffnungsweite von 67,5 mm.
Bei kleineren Bildgrößen, wie zum Beispiel beim Micro-Four-Thirds-Format mit Formatfaktor zwei im Verhältnis zum Vollformat, halbiert sich die Öffnungsweite bei gleichem Bildwinkel und gleicher Lichtstärke bezogen auf den kleineren Sensor, da die Brennweite für die gleiche Bildgröße nur halb so lang ist. Kleine Bildgrößen ermöglichen somit den Bau verhältnismäßig kleiner lichtstarker Objektive.
Die Blendenzahl ist der Nenner eines Bruchs; daraus erklärt sich der scheinbare Widerspruch, dass eine größere Blendenzahl eine kleinere Blendenöffnung bezeichnet.

## Blendenrastung bei Objektiven
Objektive, die eher zum Filmen gedacht sind, weisen keine Rastblende auf. Damit ist es während des Filmdrehs möglich, die Blende gleitend und lautlos zu ändern. Bei manchen Objektiven ist es möglich, die Blendenrastung ein- und auszuschalten. Auch sehr alte Kameras und Objektive haben oft keine Blendenrastung.

## Heutige Blendenreihe

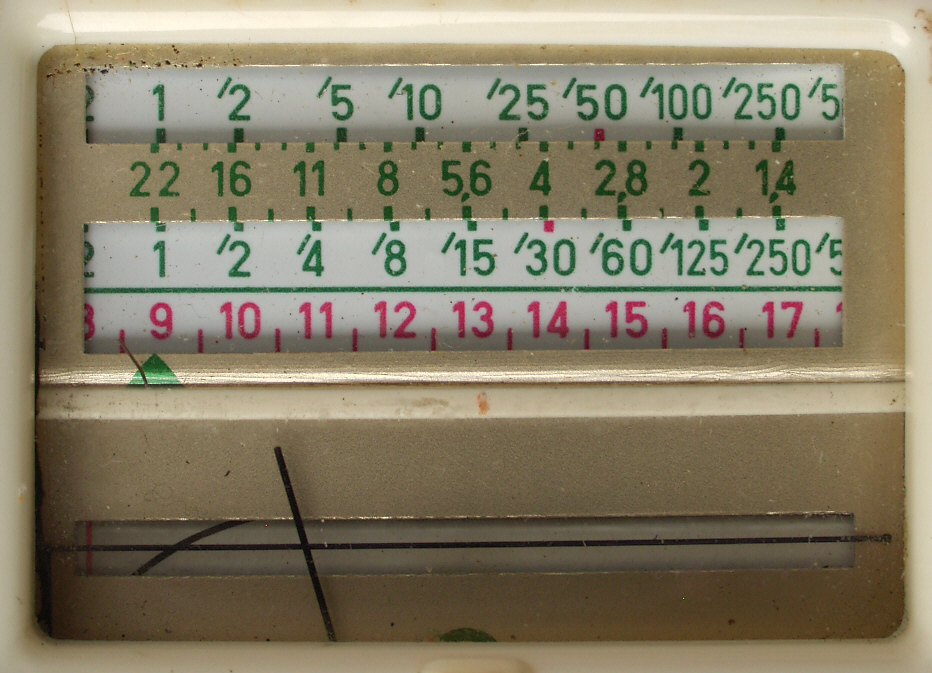
Einstellskala eines älteren Belichtungsmessers mit Blendenreihe und zwei Verschlusszeitenreihen

### Ganze Blendenstufen
Die Blendenreihe ist so angelegt, dass die durch das Objektiv fallende Lichtmenge sich von Blendenstufe zu Blendenstufe
… halbiert, wenn die nächste Blendenstufe einen höheren Wert hat (beispielsweise 11 → 16) oder
… verdoppelt, wenn die nächste Blendenstufe einen kleineren Wert hat (beispielsweise 11 → 8).
Der Blendendurchmesser {\displaystyle D} vergrößert bzw. verkleinert sich von Blendenstufe zu Blendenstufe um den Faktor {\displaystyle {\sqrt {2}}} bzw. {\displaystyle 1/{\sqrt {2}}}, wodurch sich Fläche und Lichtmenge verdoppeln bzw. halbieren. Diese Abstufung entspricht der üblichen Belichtungszeitreihe und ermöglicht dadurch ein einfaches Anpassen von Blende und Belichtungszeit bei gegebener Beleuchtung.
Jede Blendenzahl k wird aus der vorhergehenden durch Multiplikation mit {\displaystyle {\sqrt {2}}} berechnet. Demnach lässt sich eine beliebige Blendenstufe durch die Formel {\displaystyle k=({\sqrt {2}})^{(n-1)}} mit {\displaystyle n=1,2,3,\dots } errechnen. Die mathematisch exakten Werte decken sich jedoch nicht genau mit der üblichen Blendenreihen-Konvention. Normalerweise wird die Blendenzahl auf eine oder zwei Stellen abgerundet angegeben, so dass sich die folgende Reihe ergibt:
| f/          | 0,5 | 0,7    | 1 | 1,4    | 2 | 2,8    | 4 | 5,6    | 8 | 11     | 16 | 22     | 32 | 45     | 64 | 90     | 128 |
| rechnerisch | 0,5 | 0,707… | 1 | 1,414… | 2 | 2,828… | 4 | 5,657… | 8 | 11,31… | 16 | 22,62… | 32 | 45,25… | 64 | 90,51… | 128 |

### Halbe Blendenstufen

Halbe Blendenrastungen

Halbe Blendenstufen können mit der Formel {\displaystyle k=({\sqrt[{4}]{2}})^{(n-1)}} mit {\displaystyle n=1,2,3,\dots } errechnet werden. Entsprechend kann eine Blendenzahl {\displaystyle k} durch Multiplizieren von {\displaystyle {\sqrt[{4}]{2}}} (oder {\displaystyle 2^{(1/4)}}) mit ihrer vorhergehenden Blendenzahl berechnet werden.
Viele manuelle Objektive lassen halbe Stufen am Blendenring einstellen. In der Regel sind die halben Werte nicht gesondert beschriftet.
| f/          | 0,5 | 0,6    | 0,7    | 0,85   | 1 | 1,2   | 1,4   | 1,7   | 2 | 2,4   | 2,8   | 3,4   | 4 | 4,8   | 5,6   | 6,7   | 8 | 9,5   | 11    | 13    | 16 | 19    | 22    | 26    | 32 |
| rechnerisch | 0,5 | 0,594… | 0,707… | 0,840… | 1 | 1,18… | 1,41… | 1,68… | 2 | 2,37… | 2,82… | 3,36… | 4 | 4,75… | 5,65… | 6,72… | 8 | 9,51… | 11,3… | 13,4… | 16 | 19,0… | 22,6… | 26,9… | 32 |

### Drittel Blendenstufen
Bei modernen Objektiven beziehungsweise Kameras werden häufig drittel Blendenstufen angegeben, selbst wenn sich die Blende stufenlos einstellen lässt (etwa bei Objektiven ohne Rastung der Blende) oder auch bei der Angabe der Offenblende bei Zoom-Objektiven mit nicht konstanter Lichtstärke. Drittelstufen sind ebenso üblich, um die Anfangsöffnung (Lichtstärke) von Objektiven anzugeben, wenn diese nicht mit einer ganzen Blendenstufe übereinstimmt. Viele Zoomobjektive haben zum Beispiel eine Anfangsöffnung von 3,5 oder 4,5, je nach Brennweite.
Hier lautet die Formel {\displaystyle k=({\sqrt[{6}]{2}})^{(n-1)}} mit {\displaystyle n=1,2,3,\dots }, was gerundet ergibt: 
| f/          | 0,7    | 0,8    | 0,9    | 1 | 1,1    | 1,2    | 1,4    | 1,6    | 1,8    | 2 | 2,2    | 2,5    | 2,8    | 3,2    | 3,5    | 4 | 4,5    | 5,0    | 5,6    | 6,3    | 7,1    | 8 | 9      | 10     | 11     | 13     | 14     | 16 | 18     | 20     | 22     | 25     | 29     | 32 | 36     | 40     | 45     |
| rechnerisch | 0,707… | 0,794… | 0,891… | 1 | 1,122… | 1,260… | 1,414… | 1,587… | 1,782… | 2 | 2,245… | 2,520… | 2,828… | 3,175… | 3,564… | 4 | 4,490… | 5,040… | 5,657… | 6,350… | 7,127… | 8 | 8,980… | 10,08… | 11,31… | 12,70… | 14,25… | 16 | 17,96… | 20,16… | 22,63… | 25,40… | 28,51… | 32 | 35,92… | 40,32… | 45,25… |

## Alte Blendenreihe
Die vor dem Zweiten Weltkrieg übliche, so genannte alte Blendenreihe verwendete die Blendenzahl 3,2 (Wurzel aus 10) als Basis und hatte folgende Stufung:
1,1 – 1,6 – 2,2 – 3,2 – 4,5 – 6,3 – 9 – 12,5 – 18 – 25 – 36 – 50 – 71 – 100
Eine Besonderheit weist die Blendenreihe der Minolta-Flex (1936), einer zweiäugigen Spiegelreflexkamera für Rollfilm vom Typ 120 und dem Aufnahmeformat 60 mm × 60 mm, auf: Auf ihr ist eine Mischung der „alten“ und „neuen“ Blendenreihe eingraviert:
3,5 – 4,5 – 5,6 – 8 – 11 – 16 – 25